# Evezés az 1960. évi nyári olimpiai játékokon
Az 1960. évi nyári olimpiai játékokon az evezésben hét versenyszámban osztottak érmeket.

## Éremtáblázat
(A rendező ország csapata eltérő háttérszínnel, az egyes számoszlopok legmagasabb értéke, vagy értékei vastagítással kiemelve.)
| Az 1960. évi nyári olimpiai játékok éremtáblázata evezésben | Az 1960. évi nyári olimpiai játékok éremtáblázata evezésben | Az 1960. évi nyári olimpiai játékok éremtáblázata evezésben | Az 1960. évi nyári olimpiai játékok éremtáblázata evezésben | Az 1960. évi nyári olimpiai játékok éremtáblázata evezésben | Olimpia  |
| ----------------------------------------------------------- | ----------------------------------------------------------- | ----------------------------------------------------------- | ----------------------------------------------------------- | ----------------------------------------------------------- | -------- |
|                                                             | Ország                                                      | Arany                                                       | Ezüst                                                       | Bronz                                                       | Összesen |
| 1.                                                          | Egyesült Német Csapat (EUA)                                 | 3                                                           | 1                                                           | 0                                                           | 4        |
| 2.                                                          | Szovjetunió (URS)                                           | 2                                                           | 2                                                           | 1                                                           | 5        |
| 3.                                                          | Egyesült Államok (USA)                                      | 1                                                           | 0                                                           | 1                                                           | 2        |
| 3.                                                          | Csehszlovákia (TCH)                                         | 1                                                           | 0                                                           | 1                                                           | 2        |
|                                                             |                                                             |                                                             |                                                             |                                                             |          |
| 5.                                                          | Olaszország (ITA)                                           | 0                                                           | 1                                                           | 1                                                           | 2        |
| 6.                                                          | Ausztria (AUT)                                              | 0                                                           | 1                                                           | 0                                                           | 1        |
| 6.                                                          | Franciaország (FRA)                                         | 0                                                           | 1                                                           | 0                                                           | 1        |
| 6.                                                          | Kanada (CAN)                                                | 0                                                           | 1                                                           | 0                                                           | 1        |
|                                                             |                                                             |                                                             |                                                             |                                                             |          |
| 9.                                                          | Finnország (FIN)                                            | 0                                                           | 0                                                           | 1                                                           | 1        |
| 9.                                                          | Lengyelország (POL)                                         | 0                                                           | 0                                                           | 1                                                           | 1        |
| 9.                                                          | Svájc (SUI)                                                 | 0                                                           | 0                                                           | 1                                                           | 1        |
|                                                             |                                                             |                                                             |                                                             |                                                             |          |
| Összesen                                                    | Összesen                                                    | 7                                                           | 7                                                           | 7                                                           | 21       |

## Érmesek
| Az 1960. évi nyári olimpiai játékok érmesei evezésben | | | |
| Versenyszám                                           | Arany | Ezüst | Bronz |
| Egypárevezős                                          | Vjacseszlav Ivanov · Szovjetunió (URS) | Achim Hill · Egyesült Német Csapat (EUA) | Teodor Kocerka · Lengyelország (POL) |
| Kétpárevezős                                          | Csehszlovákia (TCH) · Václav Kozák · Pavel Schmidt | Szovjetunió (URS) · Alekszandr Berkutov · Jurij Tyukalov | Svájc (SUI) · Ernst Hürlimann · Rolf Larcher |
| Kormányos nélküli kettes                              | Szovjetunió (URS) · Valentyin Borejko · Oleg Golovanov | Ausztria (AUT) · Alfred Sageder · Josef Kloimstein | Finnország (FIN) · Veli Lehtelä · Toimi Pitkänen |
| Kormányos kettes                                      | Egyesült Német Csapat (EUA) · Bernhard Knubel · Heinz Renneberg · Klaus Zerta | Szovjetunió (URS) · Antanas Bagdonavičius · Zigmas Jukna · Igor Rudakov                                                                                        | Egyesült Államok (USA) · Richard Draeger · Conn Findlay · Kent Mitchell                                                                                            |
| Kormányos nélküli négyes                              | Egyesült Államok (USA) · Arthur Ayrault · Ted Nash · John Sayre · Rusty Wailes | Olaszország (ITA) · Tullio Baraglia · Renato Bosatta · Giancarlo Crosta · Giuseppe Galante                                                                     | Szovjetunió (URS) · Igor Аhremcsik · Jurij Bacsurov · Valentyin Morkovkin · Anatolij Tarabrin                                                                      |
| Kormányos négyes                                      | Egyesült Német Csapat (EUA) · Gerd Cintl · Horst Effertz · Klaus Riekemann · Jürgen Litz · Michael Obst                                                                                 | Franciaország (FRA) · Robert Dumontois · Claude Martin · Jacques Morel · Guy Nosbaum · Jean Klein                                                              | Olaszország (ITA) · Fulvio Balatti · Romano Sgheiz · Franco Trincavelli · Giovanni Zucchi · Ivo Stefanoni                                                          |
| Nyolcas                                               | Egyesült Német Csapat (EUA) · Manfred Rulffs · Walter Schröder · Frank Schepke · Kraft Schepke · Karl-Heinrich von Groddeck · Karl-Heinz Hopp · Klaus Bittner · Hans Lenk · Willi Padge | Kanada (CAN) · Donald Arnold · Walter D'Hondt · Nelson Kuhn · John Lecky · David Anderson · Archibald MacKinnon · William McKerlich · Glen Mervyn · Sohen Biln | Csehszlovákia (TCH) · Bohumil Janoušek · Jan Jindra · Jiří Lundák · Stanislav Lusk · Václav Pavkovič · Luděk Pojezný · Jan Švéda · Josef Věntus · Miroslav Koníček |